# Lauterbach, Baden-Württemberg
Lauterbach är en kommun och ort i Landkreis Rottweil i regionen Schwarzwald-Baar-Heuberg i Regierungsbezirk Freiburg i förbundslandet Baden-Württemberg i Tyskland.
Kommunen ingår i kommunalförbundet Schramberg tillsammans med staden Schramberg och kommunerna Aichhalden och Hardt.